# アレクサンダー・ロックウェル
アレクサンダー・ロックウェル (Alexandre Rockwell) はアメリカ合衆国の映画監督、脚本家。

## 略歴
ケンブリッジで育つ。20代前半になるとニューヨークに移り住み、タクシー運転手と炭酸水の配達員、サックスフォン奏者として生計を立てた。そして16mmボレックスカメラを購入し自分の映画を作り始めた。

### スヴェトラーナ・ロックウェル
母スヴェトラーナ・ロックウェル（旧姓アレクセイエフ）は、パステルとアクリルを使用するアーティストである。彼女は、家族の背景を正確に説明した回想録を書いた。

### アレクサンドル・アレクセイエフ
また彼は、本「Itineraire d’un Maitre」にて、祖父アレクサンドル・アレクセイエフについて彼の作品に与えた影響を認め、「私の人生に祖父以上の影響はなかった。祖父の存在によって、私は独りではないことを知っていた。」  と書いている。

## 主な作品
- 父の恋人 Sons (1989)
- イン・ザ・スープ In the Soup (1992)
- サムバディ・トゥ・ラブ Somebody to Love (1994)
- フォー・ルームス (segment "The Wrong Man")  Four Rooms (1995)
- ピート・スモールズは死んだ! Pete Smalls Is Dead (2010)
- スウィート・シング Sweet Thing (2020)